# Didemnum nigrum
Didemnum nigrum är en sjöpungsart som beskrevs av Monniot 1996. Didemnum nigrum ingår i släktet Didemnum och familjen Didemnidae. Inga underarter finns listade i Catalogue of Life.